# 塞利娜·戈贝维尔
塞利娜·戈贝维尔（法語：Céline Goberville，1986年9月19日—），法国女子射击运动员。她曾代表法国参加2012年、2016年和2020年夏季奥林匹克运动会射击比赛，获得一枚银牌。